# Hyphinoe ochracea
Hyphinoe ochracea är en insektsart som beskrevs av Fowler. Hyphinoe ochracea ingår i släktet Hyphinoe och familjen hornstritar. Inga underarter finns listade i Catalogue of Life.